# Slam (Anna Abreu)
Slam è un brano musicale della cantante finlandese Anna Abreu, estratto come terzo singolo dal suo terzo album Just a Pretty Face? e pubblicato il 22 febbraio 2010 dall'etichetta discografica RCA.
Il brano, di genere europop, è stato scritto da Steve Lee e Patric Sarin.